# 根敦 (一等台吉)
根敦（？—1763年），清朝蒙古王公，喀尔喀蒙古札萨克图汗部人，格哷森札札赉尔次子诺颜泰哈坦巴图尔七世孙，衮占之孙，伊达木扎布第三子，博尔济吉特氏。
根敦开始授为协理台吉。雍正九年（1731年），引兵追击厄鲁特贝勒色布腾旺布所属奇尔吉斯逃众。乾隆七年（1742年），承袭札萨克一等台吉（札萨克图汗部左翼后末旗），驻防塔密尔。乾隆十九年（1754年），移驻哈喇阿济尔罕。乾隆二十年（1755年），随清军西征准噶尔汗国达瓦齐，受命巡视海拉图等地。乾隆二十一年（1756年），随定边左副将军哈达哈征讨哈萨克，在巴颜山击败哈萨克。乾隆二十三年（1758年），因为追缉盗马者不获，被夺俸。